# Diego Ribera de Toledo
Diego Ribera de Toledo (?, Toledo – 6 de febrero de 1543) fue un noble y eclesiástico español que alcanzó las dignidades de obispo de Mallorca (1507-1511) y obispo de Segovia (1512-1543). Fue tío de San Juan de Ribera, Patriarca de Antioquía.

## Biografía
Nació en Toledo, siendo hijo de Juan de Ribera Silva, hijo a su vez de Juan de Silva y Meneses (1399-1464), primer conde de Cifuentes (1455), señor de Montemayor, Cifuentes, Barcience, Ruguilla, Huetos y otros lugares, y de Inés de Ribera, hija de Diego Gómez de Ribera, adelantado mayor de Andalucía. Inició sus estudios en Granada en la casa de Hernando de Talavera, arzobispo de Granada y confesor de Isabel la Católica, pasando después a la Universidad de Salamanca, donde se doctoró en ambos derechos. 
En 1506 fue nombrado rector de la misma, y poco después deán de la catedral de León. Un año más tarde fue nombrado obispo de Mallorca, siendo consagrado en Madrid en 1508 por Adrian Florisz, futuro Adriano VI, y durante su obispado se le otorgó el título de comisario general de la Santa Cruzada.
El 29 de octubre de 1511 fue nombrado obispo de Segovia, diócesis de la que tomó posesión el 15 de marzo de 1512. Durante su gobierno aconteció la Guerra de las Comunidades de Castilla, por lo que se ausentó de la diócesis. Al regresar a ella y ver destruida la antigua catedral de Santa María, promovió la construcción de la actual catedral de Segovia. Para ello donó unas tierras en 1525 y el 8 de junio del mismo año bendijo y colocó la primera piedra del nuevo templo. 
Falleció el 6 de febrero de 1543, sin que se conozca el lugar del fallecimiento ni del entierro.
| Predecesor: Antonio de Rojas Manrique | Obispo de Mallorca 1507-1511 | Sucesor: Diego Sánchez Mercado   |
| Predecesor: Fadrique de Portugal      | Obispo de Segovia 1512-1543  | Sucesor: Antonio Ramírez de Haro |